# Ben Verwaayen

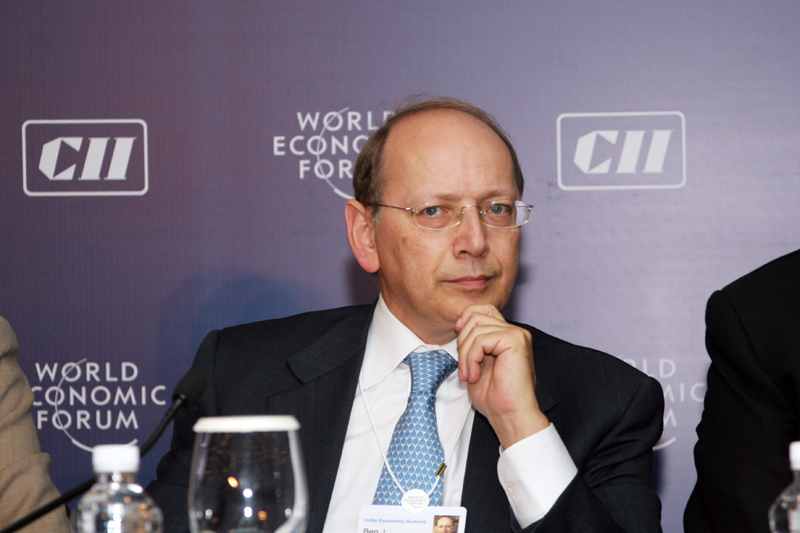
Verwaayen auf dem World Economic Forum, Dezember 2007

Bernardus Johannes Maria „Ben“ Verwaayen (* 11. Februar 1952 in Driebergen) ist ein niederländischer Geschäftsmann. Vom 2. September 2008 bis 31. März 2013 war Verwaayen der Chief Executive Officer von Alcatel-Lucent.

## Biografie
Ben Verwaayen ist das fünfte von sechs Kindern einer Familie, die mit Chemikalien in Driebergen Geschäfte machte. 1975 graduierte er an der Universität Utrecht mit einem Diplom in Jura und Internationale Beziehungen, weil er eigentlich Journalist oder Politiker werden wollte.
Nach seiner Graduation entschied er sich, seine Wehrpflicht in der Niederländischen Armee zu absolvieren, und gründete die Algemene Vereniging Nederlandse Militairen (Vereinigung Niederländischer Soldaten), eine Vereinigung, die bis 1996 existierte.
Nachdem er die Armee verlassen hatte, arbeitete er bei einem Tochterunternehmen der ITT Corporation. Seine erste Beförderung erhielt er, nachdem er vor dem Parlament der Europäischen Union in Brüssel über die angebliche Rolle des Unternehmens beim Sturz der Regierung Salvador Allende in Chile protestierte – ITT ernannte ihn daraufhin zum Niederländischen Pressechef.
1988 wurde Verwaayen zum Vorstand der PTT ernannt, heute KPN, die zu der Zeit noch der staatliche Telekommunikationsanbieter in den Niederlanden war. 1997 wurde er Mitglied des Vorstandes von Lucent Technologies und zog in die USA. Als bekennender Anglophiler zog er 2002 in das Vereinigte Königreich und wurde 2002 der Chief Executive Officer der BT Group. Während der Zeit war er auch Vorstandsmitglied bei der Niederländischen TV-Produktionsfirma Endemol und Mitglied des Ausschusses für Klimawandel der Confederation of British Industry.
Am 1. Juni 2008, nachdem Ian Livingston der neue Chief Executive Officer der BT Group wurde, wurde bereits über den Einstieg von Ben Verwaayen in die Politik spekuliert, jedoch wurde er am 2. September 2008 als Chief Executive Officer von Alcatel-Lucent berufen, um Patricia Russo nachzufolgen. Im März 2009 verzichtete er auf eine Bonuszahlung in Höhe von 520.000 Euro, nachdem er eine Nullrunde für alle Mitarbeiter ankündigte.
Im Februar 2013 wurde bekannt, dass er sich bei der Aktionärsversammlung im Mai 2013 nicht mehr zur Wahl stellen wird und von seinem Posten als CEO von Alcatel-Lucent zurücktritt.
Ben Verwaayen ist seit langer Zeit Mitglied der Niederländischen Partei Volkspartij voor Vrijheid en Democratie. Er saß über zehn Jahre im Parteivorstand und arbeitete am Parteiprogramm mit.

## Auszeichnungen
Ben Verwaayen erhielt bislang die folgenden Auszeichnungen:
- Niederlande: Officier in de Orde van Oranje Nassau
- Vereinigtes Königreich: Honorary Knight Commander of the British Empire KBE
- Frankreich: Chevalier de la Légion d'Honneur

## Persönliches
Verwaayen ist verheiratet mit Helena Verwaayen und hat zwei Kinder. Verwaayen ist leidenschaftlicher Tennisspieler und spielte bereits gegen John Lloyd und Ilie Năstase. Bekannt über ihn ist, dass er ein Fan von FC Arsenal ist.

## Einzelbelege
1. 1 2 3  The Ben Verwaayen manifesto. The Telegraph, 7. September 2008, abgerufen am 31. März 2022 (britisches Englisch).
2. ↑  Lilly Peel: Ian Livingston to head BT as Ben Verwaayen goes. The Times, 9. April 2008, abgerufen am 31. März 2022 (britisches Englisch).
3. ↑  Peggy Hollinger: SocGen cancels executives’ stock options. Financial Times, 22. März 2009, abgerufen am 31. März 2022 (englisch).
4. ↑  Alcatel-Lucent confirms Ben Verwaayen to step down from his CEO position. Alcatel-Lucent, 7. Februar 2013, archiviert vom Original am 13. Februar 2013; abgerufen am 27. März 2012 (englisch).

| Personendaten    | Personendaten                       |
| ---------------- | ----------------------------------- |
| NAME             | Verwaayen, Ben                      |
| ALTERNATIVNAMEN  | Verwaayen, Bernardus Johannes Maria |
| KURZBESCHREIBUNG | niederländischer Geschäftsmann      |
| GEBURTSDATUM     | 11. Februar 1952                    |
| GEBURTSORT       | Driebergen                          |